# Jonny Nilsson
Erling Martin Jonny Nilsson (Göteborg, 9 febbraio 1943 – 22 giugno 2022) è stato un pattinatore di velocità su ghiaccio svedese.

## Palmarès

### Olimpiadi
- 1 medaglia:
  - 1 oro (Innsbruck 1964 nei 10000 metri)

### Mondiali - Completi
- 2 medaglie:
  - 1 oro (Karuizawa 1963)
  - 1 bronzo (Göteborg 1966)